# Fairchild Air Force Base
Fairchild AFB is een United States Air Force vliegbasis en plaats (census-designated place) in de Amerikaanse staat Washington, en valt bestuurlijk gezien onder Spokane County.

## Algemeen
Fairchild Air Force Base is een USAF vliegbasis met waarop een uiteenlopend aantal eenheden met verschillende missies is gelegerd, De belangrijkste eenheden zijn op dit moment de 92e Refueling Wing - belast met het bijtanken van brandstof in de vlucht – en de 141e Air Refueling Wing van de Air National Guard, beide actief met een Boeing KC-135 Stratotanker vloot. Enkele andere kleinere eenheden op de basis zijn de Air Force Survival, Evasion, Resistance and Escape school, medische detachmenten, een speciaal bewapenings squadron belast met opslag van nucleaire bommen en de Joint Personnel Recovery Agency. Voor deze eenheden zijn Bell UH-1N Twin Huey helikopters beschikbaar.
In verband met de uitgestrektheid van de basis en de op de basis gelegen woonwijken en alle gemeenschappelijke voorzieningen en personeelsfaciliteiten geniet Fairchild AFB – evenals alle andere vliegbases in de V.S. dezelfde status van die van een kleine stad.

## Demografie
Bij de volkstelling in 2000 werd het aantal inwoners vastgesteld op 4357.

## Geografie
Volgens het United States Census Bureau beslaat de plaats een oppervlakte van
16,8 km², geheel bestaande uit land.

## Plaatsen in de nabije omgeving
De onderstaande figuur toont nabijgelegen plaatsen in een straal van 20 km rond Fairchild AFB.

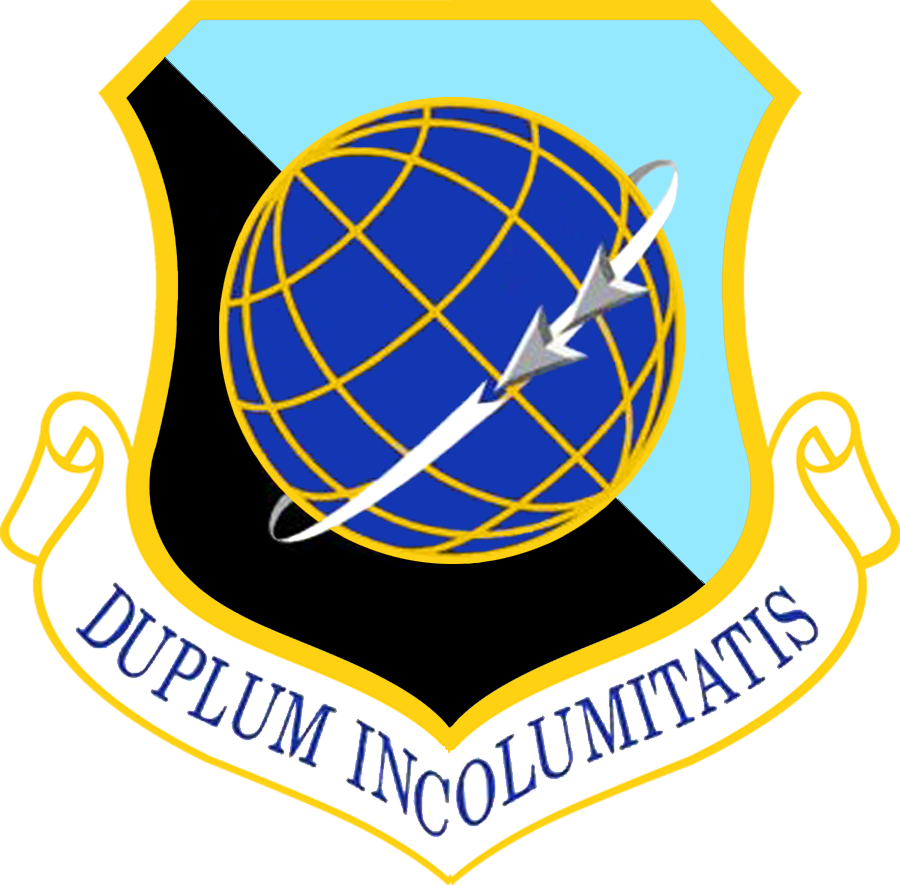
Wapen van de 92e USAF ARW.

Wapen van de 141e ARW (Air National Guard).

## Geschiedenis
De geschiedenis van de basis begon als een reparatiefaciliteit in 1942, werd voortgezet als een uitvalsbasis van een van de grootste bommenwerper eenheden van het USAF Strategic Air Command tijdens de Koude Oorlog en is momenteel uitvalsbasis voor de refueling wings van het USAF Air Mobility Command.
Fairchilds ligging, 12 mijl west van de stad Spokane, is het resultaat van een concurrentieslag tussen de steden Seattle en Everett in de staat Washington. Spokane werd verkozen vanwege gunstige weercondities en zijn ligging van 300 mijl uit de kust nabij het Cascade gebergte dat een natuurlijke barrière tegen een mogelijk Japanse aanval bood.
Van 1942 - 1946 werd de basis gebruikt als hersteleenheid voor alle vliegtuigen die na inzet beschadigd uit het gebied rond de Stille Oceaan waren teruggekeerd.
Vanaf 1946 werd de basis omgebouwd volgens de eisen van het nieuwe Strategic Air Command en toegewezen aan de 15th Air Force.
In 1947 werden de 92e en 98e Bomb Group op de basis operationeel; beide met de in die dagen moderste bommenwerper de B-29 Superfortress.
In 1948 werd de basis omgedoopt tot Spokane Air Force Base.
Na het uitbreken van de oorlog in Korea werden de 92e en 98e Bomb Group in 1951 overgeplaatst naar Japan en Guam maar al na enkele maanden keerde de 92e Group terug naar Spokane en werd hernoemd in 92e Bombardment Wing (Heavy). Tevens kreeg de basis in hetzelfde jaar de naam Fairchild Air Force Base; genoemd naar de overleden luchtmacht generaal Muir S. Fairchild. Bij deze ceremonie werd tevens de eenheid overgezet op de nieuwe Convair B-36 Peacemaker bommenwerper.
In 1956 werd deze opgevolgd door de bekende B-52 Stratofortress en de Boeing KC-135 Stratotanker.
In 1961 werd de 92e Heavy Bombardment Wing omgedoopt tot 92e Strategic Aerospace Wing; dit vanwege de inzet in een nieuwe rol met Atlas (raket) ICBM’s. Deze werden echter alweer in 1965 van de basis verwijderd. Negen lanceersilo's voor de Atlas rakketten in een ruime regio rond de basis zijn nog intact.
In 1966 werd de 3636e Combat Crew Training Group op de basis opgericht. In 1971 werd dit een Wing (luchtmacht) en de belangrijkste eenheid voor alle USAF survival opleidingen. Heden is deze eenheid als 336th Training Group verantwoordelijk voor alle basis luchtmachtopleidingen.
In 1974 werd de 141e Fighter Interceptor Group van de Washington Air National Guard omgevormd tot 141e Air Refueling Wing (ARW) en naar Fairchild overgeplaatst; in 1976 werd de eenheid met 12 KC-135E toestellen uitgerust en heden vliegt deze eenheid met 8 KC-135R tankers.
In 1991 werd vanwege reorganisaties de 92e Bombardment Wing (Heavy) omgedoopt tot 92e Wing met een dubbele taak; bombarderen en bijtanken. Een jaar later werd deze eenheid ondergebracht in het Air Combat Command (ACC) als 92e Bomb Wing toen het Strategic Air Command na 46 jaar werd opgeheven. De basis bleef echter in het bezit van zijn opslagcapaciteit voor inzetbare atoombommen.
In 1993 werd een van de op Fairchild gelegerde B-52 wings naar elders overgeplaatst; dit was tevens de aanzet tot het wijzigen van de basismissie in die van air refueling. In 1994 vertrok de laatste B-52 van de basis waarmee dit deel van de missie van de 92e Wing na 52 jaar operationele dienst werd stopgezet.
In 1994 werd de 92e Bomb Wing omgedoopt tot 92e Air Refueling Wing (ARW) en werd Fairchild AFB van het Air Combat Command (ACC) overgedragen aan het Air Mobility Command (AMC).